# Vernichtungsbataillon

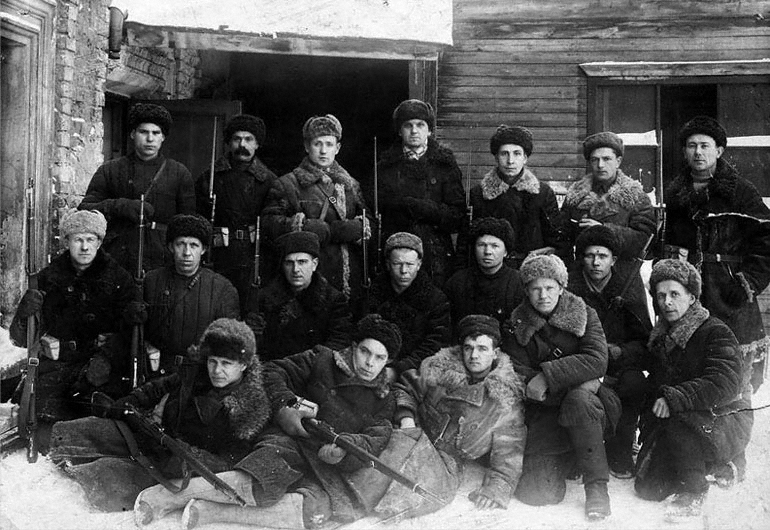
Eine Einheit des Tulaer Vernichtungsbataillons. Dieses wurde zum Schutz der Tulaer Waffenwerke aufgestellt (1941)

Die Vernichtungsbataillone waren sowjetische paramilitärische Verbände im Deutsch-Sowjetischen Krieg. Sie wurden nach Kriegsbeginn aufgestellt, um feindliche Saboteure und Fallschirm-Agenten im Hinterland zu vernichten und beim Rückzug der Roten Armee der Wehrmacht Verbrannte Erde zu hinterlassen. Sie bildeten den Kern der Partisanenbewegung.

## Allgemein
Die Bataillone bestanden aus 100 bis 300 Mann, eingeteilt in 3 Zügen, die mit blauen Arbeitsanzügen uniformiert waren. Meist übernahm der örtliche Milizchef die Führung, während der Rayon-Parteisekretär Stabschef wurde. Sie wurden aus Dienstverpflichteten, ohne Voraussetzung politischer Zuverlässigkeit gebildet. Rekrutiert wurden Männer und Frauen, die nicht zum Wehrdienst einberufen waren. Diese leisteten unentgeltlich nach der Arbeit oder nachts ihren Dienst.
Nach internen Angaben des NKWD gab es am 1. August 1941 1755 Vernichtungsbataillone mit 328.540 Mann.
Sie wurden im Partisanenkampf geschult und bereiteten Waffenlager dafür vor. Viele Bataillone lösten sich beim Rückzug der Roten Armee auf, andere gingen zum individuellen Partisanenkampf über.
Am 14. Juli 1941 meldete die amerikanische Nachrichtenagentur Associated Press:

„Hinter den Fronten haben die 'Zerstörerabteilungen' eine besondere Taktik entwickelt. Nach dem Abzug der Infanterie fahren schnelle leichte Panzerwagen in die Ortschaften ein und schießen Brandmunition in die Dächer. Auf diese Weise wurden zum Beispiel in Estland allein mehr als 400 Dörfer vollständig zerstört.“

Es ist viel darüber spekuliert worden, weshalb die sowjetische Seite bei ihrem Rückzug keine Kampfstoffsperren einsetzte. Der deutsche Vormarsch wäre sicherlich erheblich verzögert worden, der Rückzug hätte geordneter stattfinden können und es hätten stärkere und bessere Verteidigungsstellungen bezogen werden können.